# Platypalpus luteipes
Platypalpus luteipes is een vliegensoort uit de familie van de Hybotidae. De wetenschappelijke naam van de soort is voor het eerst geldig gepubliceerd in 1966 door Zuskova.